# Mario Bertini (militare)
Mario Bertini (Pistoia, 1915 – Brihuega, 14 marzo 1937) è stato un militare italiano, decorato di Medaglia d'oro al valor militare alla memoria nel corso della guerra di Spagna.

## Biografia
Nacque a Pistoia nel 1915, figlio di Giorgio.  Conseguita la laurea in medicina e chirurgia presso l'università di Pisa nel 1935, ottenne l'abilitazione alla professione specializzandosi nella cura di malattie nervose. Nominato sottotenente medico di complemento del Regio Esercito, nell'ottobre 1936 fu destinato per il servizio di prima nomina all'ospedale militare a Livorno. Passato a disposizione del Comando Generale della Milizia Volontaria Sicurezza Nazionale col grado di capomanipolo medico provvisorio per le esigenze in Africa Orientale nel dicembre dello stesso anno e confermato nel grado, partì per la Spagna l'11 gennaio 1937. Durante la guerra civile rimase ferito gravemente nel combattimento a Brihuega il 14 marzo 1937, e morì lo stesso giorno nell'ospedale da campo n. 31 della Croce Rossa Spagnola. Con Regio Decreto del 12 luglio 1940 fu insignito della medaglia d'oro al valor militare alla memoria.

### Fonti
1. 1 2 3 4 5 6  Combattenti Liberazione.
2. ↑   Bollettino ufficiale delle nomine, promozioni e destinazioni negli ufficiali e sottufficiali del R. esercito italiano e nel personale dell'amministrazione militare, 1941,  p. 605. URL consultato il 12 marzo 2022.
3. ↑  Medaglie d'oro al valor militare sul sito della Presidenza della Repubblica
4. ↑  Registrato alla Corte dei conti il 3 agosto 1940,  guerra, registro n.28, foglio n.352.